# 约特·阿尔姆奎斯特
约特·阿尔姆奎斯特（瑞典語：Göte Almqvist，1921年6月25日—），瑞典男子冰球运动员。他曾代表瑞典参加1952年冬季奥林匹克运动会冰球比赛，获得一枚铜牌。他也在1953年世界冰球锦标赛上获得冠军。